# Saison 1 de Very Bad Nanny
Chronologie
Saison 2
Cet article présente le guide des épisodes de la première saison de la série télévisée américaine Very Bad Nanny (The Mick).

## Généralités
- Aux États-Unis, la saison a été diffusée du 1er janvier 2017 au 2 mai 2017 sur le réseau Fox.
- Au Canada, la saison a été diffusée en simultanée sur le réseau Citytv[1].
- Le 11 janvier 2017, le réseau Fox satisfait des audiences décide de commander quatre épisodes supplémentaires portant la première saison à 17 épisodes[2],[3].

## Distribution

### Acteurs principaux
- Kaitlin Olson (VF : Bérangère Jean) : Mackenzie « Micky » Murphy
- Thomas Barbusca (VF : Gabriel Bismuth) : Chip Pemberton
- Sofia Black D'Elia (VF : Jessica Monceau) : Sabrina Pemberton
- Jack Stanton (VF : Naël Guillou) : Ben Pemberton
- Carla Jimenez (en) (VF : Emmanuelle Rivière) : Alba Maldonado
- Scott MacArthur (VF : Jérôme Pauwels) : Jimmy

### Acteurs récurrents
- Dave Annable (VF : Nicolas Beaucaire) : Teddy Grant
- Susan Park (VF : Geneviève Doang) : Liz
- Hector Buentello : Geno Pinero

## Épisodes

### Épisode 1:On ne choisit pas sa famille
- États-Unis /  Canada : 1er janvier 2017 sur Fox[4] / Citytv
- France : 10 novembre 2017 sur 6ter[5]

- États-Unis : 8,56 millions de téléspectateurs[6] (première diffusion)
- France : 269 000 téléspectateurs[7] (première diffusion)

- Tricia O'Kelley (Poodle)
- Laird MacIntosh (Christopher)
- Susan Park (Liz)
- Asif Ali (Security Guard)
- Hector Buentello (Geno)
- Nadia Ryann (Steffi)
- Exie Booker (FBI Agent)
- Tim Trella (Ice Cream Vendor)

### Épisode 2:Une grand-mère d'enfer
- États-Unis /  Canada : 3 janvier 2017 sur Fox / Citytv
- France : 10 novembre 2017 sur 6ter

- États-Unis : 3,37 millions de téléspectateurs[8] (première diffusion)
- France : 294 000 téléspectateurs[7] (première diffusion)

Concetta Tomei (Evelyn)

### Épisode 3:Comment ne pas faire un bébé
- États-Unis /  Canada : 10 janvier 2017 sur Fox / Citytv
- France : 10 novembre 2017 sur 6ter

- États-Unis : 2,97 millions de téléspectateurs[9] (première diffusion)
- France : 280 000 téléspectateurs[7] (première diffusion)

### Épisode 4:Le Clown
- États-Unis /  Canada : 15 janvier 2017 sur Fox / Citytv
- France : 10 novembre 2017 sur 6ter

- États-Unis : 4,09 millions de téléspectateurs[10] (première diffusion)
- France : 272 000 téléspectateurs[7] (première diffusion)

- John Ennis (Sully)
- Suzanne Whang (Dr Frenkel)
- Carlos Antonio (Lyle)

### Épisode 5:L'Ami imaginaire
- États-Unis /  Canada : 17 janvier 2017 sur Fox / Citytv
- France : 10 novembre 2017 sur 6ter

- États-Unis : 2,77 millions de téléspectateurs[11] (première diffusion)
- France : 223 000 téléspectateurs[7] (première diffusion)

### Épisode 6:File dans ta chambre!
- États-Unis /  Canada : 24 janvier 2017 sur Fox / Citytv
- France : 10 novembre 2017 sur 6ter

- États-Unis : 2,76 millions de téléspectateurs[12] (première diffusion)
- France : 192 000 téléspectateurs[7] (première diffusion)

Dave Annable (Teddy Grant)

### Épisode 7:L'affaire est dans le sac
- États-Unis /  Canada : 31 janvier 2017 sur Fox / Citytv
- France : 17 novembre 2017 sur 6ter

- États-Unis : 2,97 millions de téléspectateurs[13] (première diffusion)
- France : 139 000 téléspectateurs[7] (première diffusion)

### Épisode 8:Ça balance!
- États-Unis /  Canada : 7 février 2017 sur Fox / Citytv
- France : 17 novembre 2017 sur 6ter

- États-Unis : 2,48 millions de téléspectateurs[14] (première diffusion)
- France : 138 000 téléspectateurs[7] (première diffusion)

### Épisode 9:Le Grand Ménage
- États-Unis /  Canada : 14 février 2017 sur Fox / Citytv
- France : 17 novembre 2017 sur 6ter

- États-Unis : 2,47 millions de téléspectateurs[15] (première diffusion)
- France : 191 000 téléspectateurs[7] (première diffusion)

### Épisode 10:Les Boulets
- États-Unis /  Canada : 21 février 2017 sur Fox / Citytv
- France : 17 novembre 2017 sur 6ter

- États-Unis : 2,38 millions de téléspectateurs[16] (première diffusion)
- France : 204 000 téléspectateurs[7] (première diffusion)

### Épisode 11:À bonne école
- États-Unis /  Canada : 28 février 2017 sur Fox / Citytv
- France : 17 novembre 2017 sur 6ter

- États-Unis : 2,41 millions de téléspectateurs[17] (première diffusion)
- France : 175 000 téléspectateurs[7] (première diffusion)

### Épisode 12:Un loup dans la bergerie
- États-Unis /  Canada : 21 mars 2017 sur Fox / Citytv
- France : 17 novembre 2017 sur 6ter

- États-Unis : 2,25 millions de téléspectateurs[18] (première diffusion)
- France : 148 000 téléspectateurs[7] (première diffusion)

- Andy Favreau (Kai)
- Izabella Miko (Yulia)

### Épisode 13:Le Journal intime
- États-Unis /  Canada : 28 mars 2017 sur Fox / Citytv
- France : 24 novembre 2017 sur 6ter

- États-Unis : 2,41 millions de téléspectateurs[19] (première diffusion)

### Épisode 14:La Guerre du moulin à poivre
- États-Unis /  Canada : 4 avril 2017 sur Fox / Citytv
- France : 24 novembre 2017 sur 6ter

- États-Unis : 2,09 millions de téléspectateurs[20] (première diffusion)

### Épisode 15:Soirée pyjama
- États-Unis /  Canada : 11 avril 2017 sur Fox / Citytv
- France : 24 novembre 2017 sur 6ter

- États-Unis : 2,17 millions de téléspectateurs[21] (première diffusion)

### Épisode 16:Les hommes pleurent aussi
- États-Unis /  Canada : 25 avril 2017 sur Fox / Citytv
- France : 24 novembre 2017 sur 6ter

- États-Unis : 2,27 millions de téléspectateurs[22] (première diffusion)

### Épisode 17:Comme des voleurs
- États-Unis /  Canada : 2 mai 2017 sur Fox / Citytv
- France : 24 novembre 2017 sur 6ter

- États-Unis : 1,89 million de téléspectateurs[23] (première diffusion)